# NGC 3819
NGC 3819 é uma galáxia elíptica (E) localizada na direcção da constelação de Leo. Possui uma declinação de +10° 21' 06" e uma ascensão recta de 11 horas, 42 minutos e 05,8 segundos.
A galáxia NGC 3819 foi descoberta em 18 de Janeiro de 1828 por John Herschel.